# Arne Melvinger
Karl Arne Melvinger, född den 18 mars 1909 i Risinge församling, Östergötlands län, död den 27 juni 1997 i Uppsala, var en svensk filolog och
biblioteksman.
Melvinger avlade studentexamen i Norrköping 1927, filosofie kandidatexamen i Uppsala 1935 och filosofie licentiatexamen där 1945. Han promoverades till filosofie doktor vid Uppsala universitet 1955. Melvinger tjänstgjorde i Kungliga Tekniska högskolans bibliotek 1946–1956, blev bibliotekarie vid Uppsala universitetsbibliotek 1958 (extra ordinarie 1956) och var förste bibliotekarie vid Riksdagsbiblioteket 1967–1975 (tillförordnad 1965). Bland hans skrifter märks Les premières incursions des Vikings en Occident d'après les sources arabes (doktorsavhandling 1955), Quelques remarques sur le calendrier iranien moderne (Orientalia Suecana 8, 1959) och artikeln al-Madjüs i Encyclopaedia of Islam (1986). Melvinger redigerade bibliografier i Uppsala universitets matrikel 1951–1960 (1975) och Acta Ostrogothica VII (1955-1960, 1962), VIII (1961-1964, 1965), IX–X (1965–1976, 1977). Han vilar på Risinge
kyrkogård.